# Малое Тарасово
Малое Тарасово — деревня в Тонкинском районе Нижегородской области. Входит в сельское поселение Пакалевский сельсовет.

## География
Находится на расстоянии примерно 29 километров по прямой на запад-юго-запад от районного центра поселка Тонкино.

## История
В 1870 году было учтено дворов 7 и жителей 49, в 1916 году учтено дворов 24 и жителей 105, был развит лесной, извозный и пильщицкий промысел. В период коллективизации был создан колхоз «Ленинский путь».

## Население
Постоянное население  составляло 31 человек (русские 100%) в 2002 году, 17 в 2010 .